# Il porto delle nebbie (romanzo)
Il porto delle nebbie (titolo originale francese Le port des brumes), pubblicato in Italia anche col titolo Maigret e il porto delle nebbie, è un romanzo poliziesco del 1932 di Georges Simenon con protagonista il Commissario Maigret, il quindicesimo dedicato col celebre personaggio. È ambientato nel medesimo luogo dove fu scritto, ad Ouistreham, una località balneare importante per la presenza di una chiusa che dà accesso al canale di Caen.

## Trama
Il capitano del porto di Ouistreham, Joris, viene trovato in preda al panico sui Grands Boulevards di Parigi. Non è in grado di parlare né di ricordare, indossa abiti e scarpe nuove, ha 5.000 franchi in tasca, ma è senza portafoglio e documenti. Maigret lo accompagna a casa, deciso a scoprire l'accaduto ma, durante la prima notte, Joris muore avvelenato da stricnina. L'indagine si svolge nell'ambiente umido e nebbioso del porto, in un clima di continua angoscia ed oppressione. Dopo aver rischiato più volte la propria incolumità, Maigret riesce a rompere il provinciale muro di omertà, teso a nascondere la torbida storia familiare del sindaco Grandmaison.

## Storia editoriale
Il romanzo fu scritto in parte a Ouistreham nel 1931, e completato alla Villa Les Roches Grises di Antibes, in Francia, nel febbraio del 1932 e pubblicato per la prima volta sempre in Francia nel maggio dello stesso anno, per l'editore Fayard. In precedenza, era apparso come feuilleton sul quotidiano Le Matin, dal 23 febbraio al 24 marzo 1932, in 31 puntate.

## Adattamenti

### Televisione
- Episodio dal titolo The Lost Sailor, facente parte della serie televisiva Maigret per la regia di Gerard Glaister, trasmesso per la prima volta sulla BBC il 27 novembre 1961, con Rupert Davies nel ruolo del commissario Maigret.
- Episodio dal titolo Le port des brumes, facente parte della serie televisiva Les enquêtes du commissaire Maigret per la regia di Jean-Louis Muller, trasmesso per la prima volta su Antenne 2 il 6 gennaio 1972, con Jean Richard nel ruolo del commissario Maigret.
- Episodio dal titolo Maigret et le port des brumes, facente parte della serie televisiva Il commissario Maigret per la regia di Charles Nemes, trasmesso per la prima volta il 2 gennaio 1996, con Bruno Cremer nel ruolo del commissario Maigret. In Italia l'episodio è stato trasmesso con il titolo Il porto delle nebbie.

- Nota: L'omonimo film di Marcel Carné non è tratto dal romanzo di Simenon, ma da uno, con lo stesso titolo di Pierre Mac Orlan.

## Influenza culturale
La definizione porto delle nebbie divenne comune in Italia nel lessico giornalistico e politico fin dagli anni Ottanta: l'espressione si diffuse come appellativo negativo per riferirsi all'operato della Procura della Repubblica di Roma, additata di un agire erratico e incostante piuttosto che specchiato in una serie di episodi sottoposti alle loro indagini. I casi vennero generalmente considerati veri e propri insabbiamenti di indagini.

## Edizioni italiane
- Il porto delle nebbie, traduzione di Guido Cantini, Collana Gialli Economici n.4, Milano, Arnoldo Mondadori Editore, 1933.[2].
- Maigret e il porto delle nebbie, traduzione di Roberto Cantini, Collana Il girasole. Biblioteca Economica n.85, Milano, Arnoldo Mondadori Editore, 1958.
- in  A tavola con Maigret. Le ricette della signora Maigret, 2 voll., Prefazione di Renato Olivieri, trad. di Rosalba Buccianti, Collezione Omnibus gialli e di fantascienza, Milano, Arnoldo Mondadori Editore, 1988, ISBN 88-04-31776-0.     [contiene i seguenti romanzi: Il porto delle nebbie, Il pazzo di Bergerac, Il caso Saint-Fiacre, Il nipote ingenuo]
- Maigret e il porto delle nebbie, traduzione di Rosalba Buccianti, Collana Oscar n. 2103, Milano, Arnoldo Mondadori Editore, 1989.[3]
- Il porto delle nebbie, traduzione di Fabrizio Ascari, Collana Gli Adelphi. Le inchieste di Maigret n.72, Milano, Adelphi, 1994,  pp. 182, ISBN 978-88-459-1077-7.
- in  I Maigret 3, Collana Maigret, Milano, Adelphi, 2014, ISBN 978-88-459-2863-5. - nuova ed., Adelphi, 2019, ISBN 978-88-459-3375-2.